# Teatro Civic (Auckland)
El Teatro Civic es un gran teatro con capacidad para 2.378 personas situado en el centro de Auckland, Nueva Zelanda. Inaugurado el 20 de diciembre de 1929, fue reabierto en el año 2000 tras importantes esfuerzos de rehabilitación y conservación. Es un famoso ejemplo de teatro de estilo atmosférico, en el que las luces y el diseño se utilizaron para dar la impresión de estar sentado en un auditorio al aire libre por la noche, creando la ilusión de un cielo abierto completo con estrellas centelleantes.

## Importancia
El Teatro Civic de Auckland es de importancia internacional por ser el cine atmosférico más antiguo que se conserva en Australasia (y también uno de los únicos siete de su estilo que queda en el mundo) y como el primer cine de este tipo  construido a tal efecto en Nueva Zelanda. También es conocido por su vestíbulo de inspiración india, que incluye budas sentados, columnas salomónicas y techos abovedados. El auditorio principal fue diseñado en un estilo similar, imitando a un jardín morisco con torres, minaretes, torres y techos de tejas, así como varias estatuas de panteras abisinias. En su apertura podía albergar hasta 2.750 personas, e incluso con su actual aforo reducido sigue siendo el teatro más grande de Nueva Zelanda.

## Historia

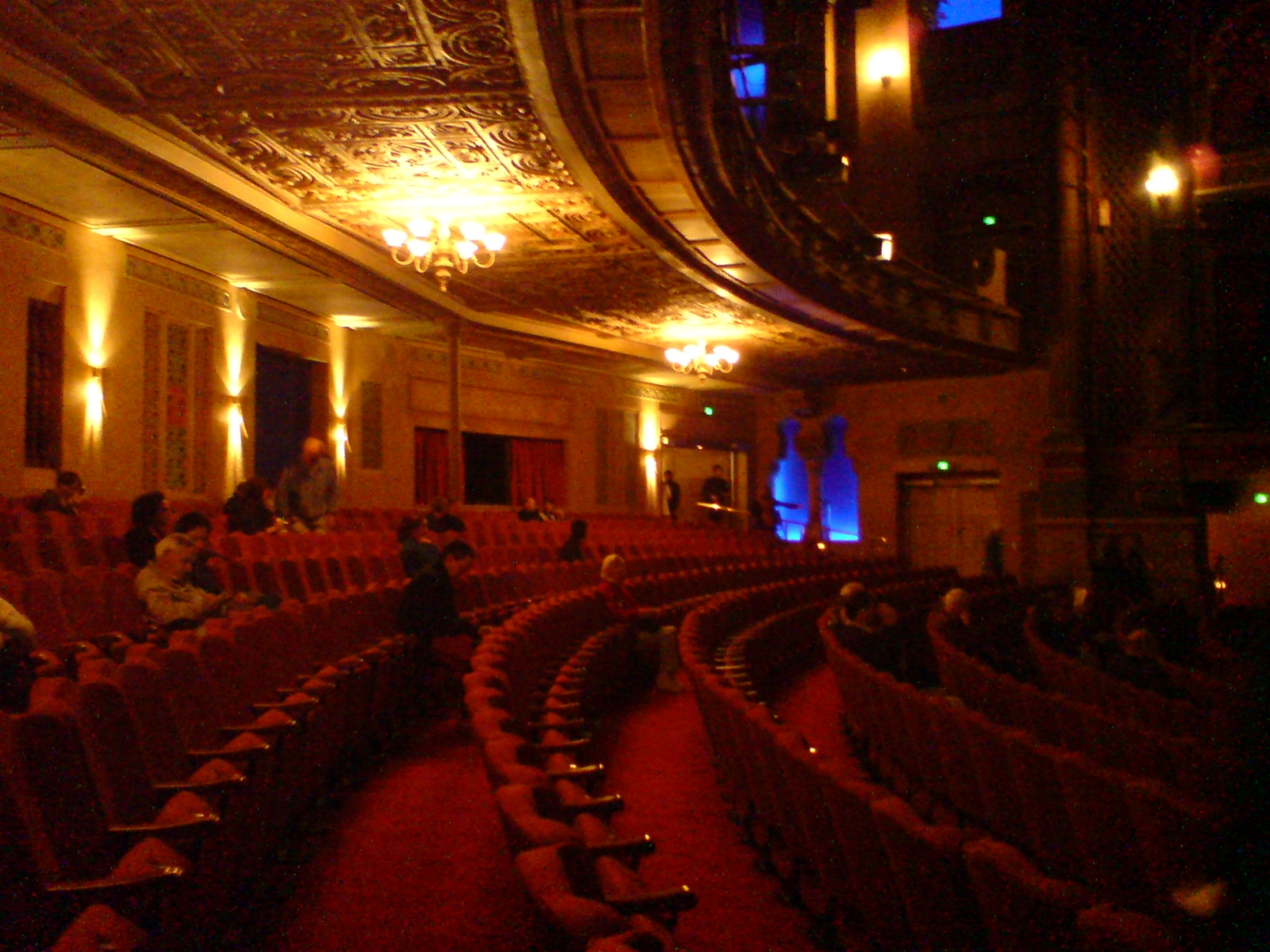
Interior del teatro.

El Teatro Civic fue la creación de Thomas O'Brien, que construyó un imperio del cine en 1920 en la periferia de Auckland y llevó el cine atmosférico a Nueva Zelanda al abrir en 1928 el Teatro Empire De Luxe, de estilo morisco, en Dunedin.
Thomas O'Brien convenció a un grupo de acaudalados hombres de negocios de Auckland para construir un enorme cine atmosférico en Queen Street, logrando también obtener un préstamo de 180.000 dólares por parte del Bank of New Zealand.
El cine fue construido por Fletcher Construction. Sin embargo, el préstamo del BNZ y los altos costos de construcción llamaron la atención del Parlamento, a pesar de que el precio final se disparó a más de 200.000 dólares.
El Civic se abrió en medio de una gran fanfarria en diciembre de 1929, pero el inicio de la Gran Depresión contribuyó a asistencias decepcionantes, contribuyendo también la obstinada insistencia de O'Brien en mostrar películas británicas en lugar de películas estadounidenses, bastante más populares, con lo cual cayó finalmente en quiebra. Después de varias modificaciones durante las décadas siguientes, a finales de la década de 1990 el teatro fue finalmente restaurado aproximándolo a su diseño original.
El teatro también ha adquirido recientemente cierta fama por ser utilizado para representar a un teatro de Nueva York en escenas del remake de la película King Kong, dirigida por Peter Jackson.